# Falò dell'Abbondanza
Il falò dell'Abbondanza ("falò dla Bundansia" in piemontese) è un fuoco che si svolge la sera del 24 dicembre sul sagrato della chiesa di Sant'Orso nella frazione Rongio Superiore di Masserano.

## Allestimento
Verso la fine di ottobre, un gruppo di volontari si reca alla raccolta delle felci aquiline. Queste ultime vengono radunate in fasci ("fasinet") trattenuti insieme da filo di ferro. I fasci sono in seguito trasportati nel sottotetto dell'ex casa parrocchiale di Rongio al fine di farli asciugare e seccare in tempo per l'evento.
Qualche giorno prima di Natale, gli stessi volontari abbattono un albero di ontano ("auna") precedentemente scelto in segreto dall'organizzatore. Tale segretezza è dovuta al fatto che non si chiede il permesso per il taglio al proprietario del terreno. La pianta deve necessariamente essere un ontano poiché assorbono molto l'umidità e così si evita il rischio di caduta. Quando ancora non c'erano le macchine agricole, l'albero veniva trasportato a braccia fino al sagrato ed era quindi di dimensioni ridotte rispetto ad oggi. Recentemente, grazie ai miglioramenti dei mezzi di trasporto, è possibile trasportare un tronco più lungo, fino a circa 20 metri. La mattina della Vigilia, in prossimità dell'allestimento, si accende un fuoco che serve, durante la giornata, a riscaldare i lavoratori nei momenti di riposo e, alla sera, a cuocere il vin brulé e le frittelle di pane distribuiti agli spettatori tramite offerte. Sul sagrato l'ontano viene spogliato dei rami, lasciando di essi la parte iniziale, al fine di attaccarci le fascine partendo dalla punta e completando una volta che l'albero è verticale. La base del tronco viene smussata e posizionata con l'aiuto di una gru nel buco apposito. Prima che l'albero venga issato, una parte dei volontari pianta chiodi lunghi e resistenti lungo il tronco con la stessa finalità dei rami rimasti. Un'altra taglia una ventina di canne di bambù le quali hanno due utilizzi: il primo consiste nel costituire una struttura piramidale alla base, il secondo nell'ultimare la punta che determinerà la predizione. In passato la punta veniva ornata con rami di ginepro, ma ora non più utilizzata perché protetta e velenosa. Il risultato di tale preparazione appare come un grosso pino.
Nel pomeriggio i più piccoli della compagnia si recano nel boschetto antistante la chiesa per procurarsi brani di corteccia secca di ciliegio usati nella fabbricazione dei "paiarö" (termine proprio del dialetto del luogo). Diversi strati di corteccia vengono legati assieme con il filo di ferro, di cui una parte viene lasciata libera per l'impugnatura e immersi nel petrolio. Infatti, alla conclusione della messa della Vigilia, vengono accesi e fatti girare per creare spettacolo prima di appiccare il fuoco alla pianta.
L'incredibile calore prodotto dal falò non consente di avvicinarvisi troppo; nonostante ciò, chi ha partecipato raramente riesce a distanziarsene pensando che il lavoro di mesi diventa cenere in pochi istanti.

## Etnologia, storia e leggenda
Le interpretazioni sulle origini del falò dell'abbondanza contano su pochi documenti storici ma non sono prive di eloquenti e sistematici elementi di comparazione storico-religiosa ed etnologica, ovvero di fonti disciplinari e scientifiche accertate in ambito accademico europeo. Inoltre la presenza della tradizione è attestata da una fonte documentale fin dal 26 marzo 1657. Nei cosiddetti "mandati", conservati nell'Archivio storico di Masserano, l'attestazione è esplicita: "Giacomo Bertagnolio dice di aver datto 10 somme di fassine di sermente (cioè fascine di rami) per li aricochi della chiesa maggiore", dove il termine dialettale "aricochi" fa riferimento alle girandole fatte di cortecce e infuocate durante il rito dai bambini della borgata che partecipavano alla festa dopo la messa di mezzanotte. Infine nella stessa area subalpina e nella stessa provincia di Biella in Vallestrona, a Vallemosso e a Trivero si approntavano analoghi falò propiziatori in concomitanza con il Natale come risulta dallo studio di Stefano Salvan in una recente tesi di laurea in Etnologia (cfr. Bibliografia)
Il confronto con le fonti etnologiche mostra che il Falò dell'Abbondanza è da porre in relazione con le altre feste del fuoco che si svolgevano (e talora si svolgono ancora) in Europa, in concomitanza con i solstizi d'estate e d'inverno. Così appare fin dall'inizio del secolo scorso nella ricca e dettagliata documentazione contenuta nei saggi de Il ramo d'oro di James Frazer dove il rito del falò propiziatorio per le messi e in genere per i raccolti, è abbondantemente illustrato.  Da qui, con ogni evidenza, discende anche l'attributo dell'Abbondanza per la festa masseranese. Il solstizio invernale corrisponde al giorno più breve dell'anno e dunque al momento in cui il sole appare più distante, ma prossimo ad avvicinarsi alla Terra per favorire il ciclo vegetativo. Nell'Impero romano il 25 dicembre era detto dies natalis solis invicti, ovvero il giorno di nascita del sole invitto. In origine la festa della natività di Cristo coincideva però con l'Epifania. Lo spostamento calendariale al 25 dicembre avvenne tra il 325 e il 354. La separazione della Natività dall'Epifania permetteva di cogliere l'attenzione del popolo che proprio durante il solstizio invernale celebrava il culto solare. Nel III secolo il 25 dicembre era una festa solenne del culto mitralico a cui erano devoti i romani e soprattutto i legionari, a cui si deve la diffusione del culto in Europa. Durante queste feste si accendevano grandi roghi per favorire magicamente l'avvicinarsi del sole. Il fuoco richiama, per la mentalità magico-religiosa, il calore del sole. Il falò voleva quindi propiziare l'influsso dell'astro sulla vegetazione. Là dove non sussisteva un vero e proprio falò di arbusti, veniva bruciato un ceppo, il cosiddetto "Ciocco di Natale". Si trova questa usanza in Westfalia, in Inghilterra, nelle Fiandre,  in Provenza e, in Italia, per esempio, in Valdichiana, dove "battere il ceppo" era locuzione augurante fecondità. Diversamente da quanto si è spesso detto, non vi sono invece festività celtiche importanti e documentate in cui si accendano falò durante il solstizio invernale. La festa del solstizio nell'etnia celtica bretone si chiamava Eginane che significa "Germe di Grano". Si offrivano semi alla divinità per simboleggiare la rinascita e, in epoca cristiana, per metaforizzare la reincarnazione.
Il mondo cristiano e il cattolicesimo hanno quindi utilizzato, come spesso è accaduto per altre festività (si veda per esempio Mircea Eliade Trattato di storia delle religioni), un rito preesistente rivestendolo di significati consoni: il fuoco e l'attributo dell'Abbondanza sono diventati simboli della luce divina e della venuta del Salvatore. Nella frazione Rongio di Masserano (a lungo feudo pontificio) come altrove sia nel Biellese, sia in Italia, il falò veniva allestito sul sagrato della chiesa o nelle immediate vicinanze e acceso dopo la messa di mezzanotte.
L'Abbondanza fu sempre preparata per la notte di Natale e mai per capodanno. Poiché rappresentava un evento fondamentale nella vita del paese, per rendere partecipi anche i bambini se ne approntavano altre più piccole per loro. Rongio Superiore è rimasta fra le ultime frazioni a conservare questa tradizione; infatti anche negli altri paesi si allestivano falò analoghi.
A questo proposito è stato tramandato che l'Abbondanza dovesse essere protetta durante tutta la Vigilia per evitare che abitanti delle frazioni vicine la bruciassero a tradimento prima del tempo.
È noto che l'Abbondanza sia stata preparata fino agli anni precedenti alla Seconda guerra mondiale e che, a causa di questo terribile evento, sia stata sospesa. Venne in seguito ripresa e sospesa nuovamente nel 1957; è stata ripresa definitivamente nel 1977 (in grande stile dal 1978). Da allora si sono succeduti diversi organizzatori che, a seconda delle proprie idee, hanno privilegiato la maestosità dell'Abbondanza e/o la risonanza mediatica.
Nel 2005 l'Abbondanza è stata presa come simbolo e immagine delle manifestazioni legate al Natale nella provincia di Biella.

## Significato
Il falò dell'Abbondanza si chiama così poiché la tradizione vuole che se le faville prodotte sono spinte ad est dal vento, l'anno seguente si avrà abbondanza di pane e vino. Se invece le faville vanno verso ovest sarà un anno di miseria.
Con la buona volontà dei presenti ogni anno si può avere un responso favorevole o, al più, incerto.
(Tradizione popolare)